# Truite du Rhône
Salmo rhodanensis
Espèce
Statut de conservation UICN

 DD : Données insuffisantes
La Truite du Rhône (Salmo rhodanensis) est une espèce de poissons d'eau douce actinoptérygiens de la famille des Salmonidae.

## Répartition
Ce poisson d'eau douce se rencontre dans le Grand Sud-Est français, l'Ouest de la Suisse et l'Italie nord-occidentale. Il est présent du bassin du Rhône, en dehors du bassin du Léman, à celui de la Roya, voire possiblement plus à l'est dans le bassin de la mer de Ligurie.

## Description
Cette truite peut mesurer jusqu'à 80 cm, queue nom comprise (longueur standard SL).

## La Truite du Rhône et l'Homme
La Truite du Rhône est considérée comme une « espèce à données insuffisantes » (DD) par la liste rouge de l'UICN.

## Taxonomie

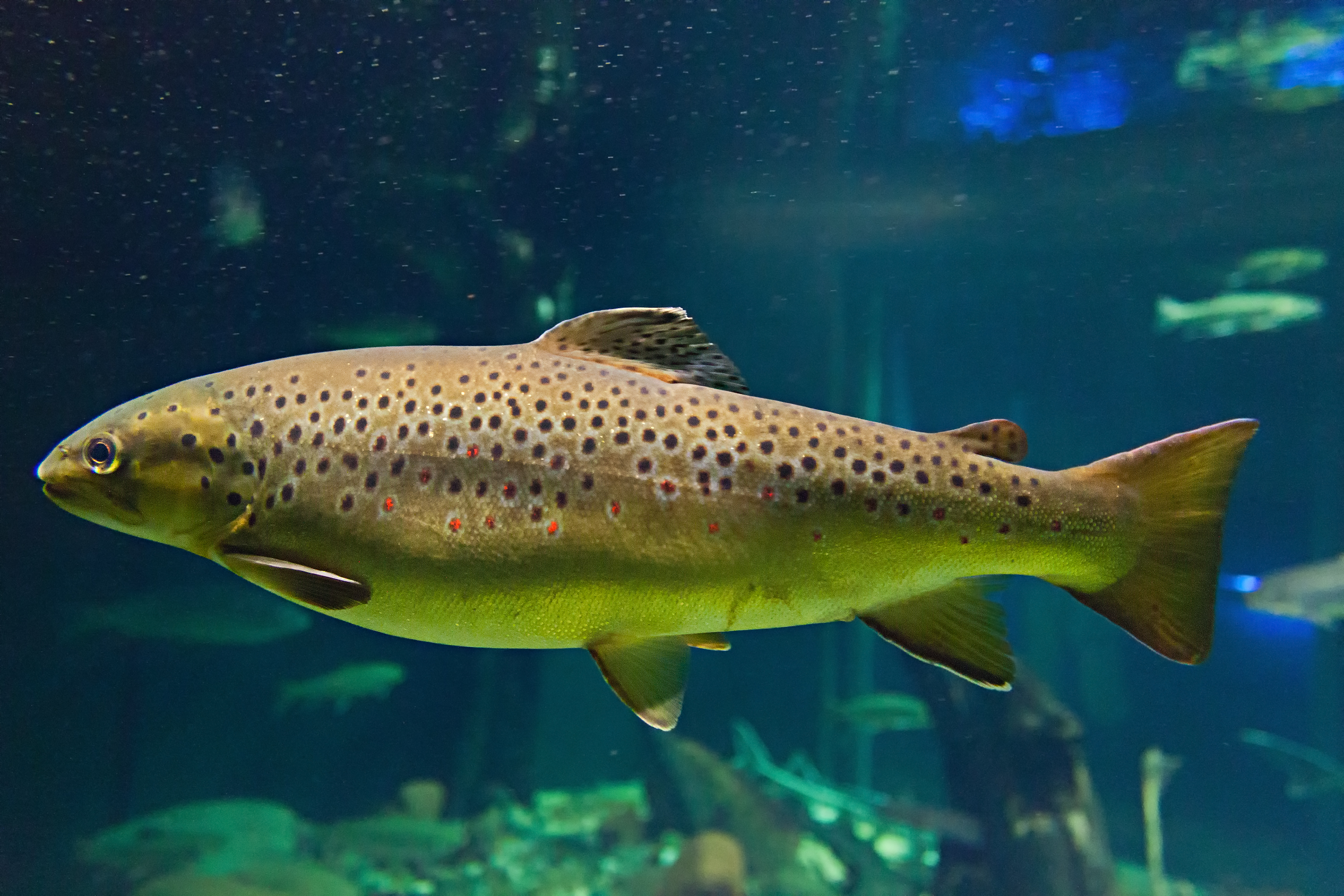
Salmo trutta, une espèce apparentée à Salmo rhodanensis.

L'espèce a été décrite en 1974 par le zoologiste américain Henry Weed Fowler.
Elle a été distinguée de la Truite commune (Salmo trutta), qui a une aire de répartition plus étendue en Europe. Néanmoins, la validité de cette espèce ne fait pas consensus, où elle est davantage considérée comme un morphotype régional de cette dernière.
Le nom vernaculaire attesté en français est « Truite du Rhône ».

### Étymologie
L'épithète spécifique rhodanensis, composée de Rhodan[us] (nom latin du Rhône) et du suffixe -ensis (pour désigner le lieu), fait référence à la localité type de cette espèce. Ce fleuve constitue par ailleurs une grande partie de son aire de répartition.

### Publication originale
- (en) Henry Weed Fowler, « A catalog of world fishes (XX) », Quarterly Journal of the Taiwan Museum (es), Taipei, vol. 27, nos 1-2,‎ 1974, p. 1-132 (protologue).